# Datana discalis
Datana discalis är en fjärilsart som beskrevs av Dyar 1923. Datana discalis ingår i släktet Datana och familjen tandspinnare. Inga underarter finns listade i Catalogue of Life.